# Moyenneville (Pas-de-Calais)
Moyenneville ist eine Gemeinde im französischen Département Pas-de-Calais in der Region Hauts-de-France. Sie gehört zum Kanton Bapaume im Arrondissement Arras. Sie grenzt im Nordwesten an Boiry-Saint-Martin, im Nordosten an Boisleux-au-Mont, im Osten an Hamelincourt, im Süden an Courcelles-le-Comte und im Südwesten an Ablainzevelle und Ayette. 

## Bevölkerungsentwicklung
| Jahr      | 1962 | 1968 | 1975 | 1982 | 1990 | 1999 | 2008 | 2013 |
| --------- | ---- | ---- | ---- | ---- | ---- | ---- | ---- | ---- |
| Einwohner | 268  | 276  | 253  | 285  | 289  | 298  | 285  | 278  |